# 3360 Syrinx
A 3360 Syrinx (ideiglenes jelöléssel 1981 VA) egy földközeli kisbolygó. Eleanor F. Helin és R. Scott Dunbar fedezte fel 1981. november 4-én.